# 1976 في إيطاليا
فيما يلي قوائم الأحداث التي وقعت خلال عام 1976 في إيطاليا.

## أحداث
- 10 يوليو – كارثة سيفيزو

## سياسة

### تعيين في المنصب
- 29 يوليو – جوليو أندريوتي رئيس وزراء إيطاليا.

### انتهاء فترة المنصب
- 4 يوليو – ساندرو برتيني رئيس مجلس النواب الإيطالي [الإنجليزية]‏.
- 29 يوليو – ألدو مورو رئيس وزراء إيطاليا.
- 29 يوليو – ماريانو رومور وزير الخارجية.

## ظهور
- 1 يناير – لا ريبوبليكا

## أفلام
من الأفلام التي صدرت هذه السنة في إيطاليا:
- 1 يناير – ذا كساندرا كروسينغ من إخراج جورج بي. كوزماتوس.

## مواليد

### يناير
- 2 يناير – دانيلو دي لوكا درّاج طريق إيطالي.
- 9 يناير – أندريا ستراماتشوني لاعب كرة قدم.
- 13 يناير – دانييلي فرانكيتشيني لاعب كرة قدم إيطالي.
- 24 يناير – سيموني فيرجاسولا لاعب كرة قدم إيطالي.
- 30 يناير – كريستيان بروكي لاعب كرة قدم إيطالي.

### فبراير
- 1 فبراير – جياكومو تيديتشو لاعب كرة قدم إيطالي.
- 25 فبراير – ماركو بينوتي
- 27 فبراير – إنريكو فانتيني لاعب كرة قدم إيطالي.

### مارس
- 19 مارس – أليساندرو نيستا لاعب كرة قدم إيطالي.
- 30 مارس – برناردو كورادي لاعب كرة قدم إيطالي.

### أبريل
- 4 أبريل – سيرينا أوتييري
- 5 أبريل – سيموني إنزاغي لاعب كرة قدم إيطالي.
- 5 أبريل – فاليريا سترانيو
- 29 أبريل – فابيو ليفيراني لاعب ومدرب كرة قدم إيطالي.

### مايو
- 1 مايو – فيولانتي بلاسيدو
- 7 مايو – ماتيو جيانيلو لاعب كرة قدم إيطالي.
- 23 مايو – أندي سيلفا لاعب كرة قدم من سان مارينو.

### يونيو
- 14 يونيو – فوريو دي موناكو لاعب كرة سلة إيطالي.
- 14 يونيو – ماسيمو أودو لاعب كرة قدم إيطالي.

### يوليو
- 15 يوليو – ماركو دي فايو لاعب كرة قدم إيطالي.
- 31 يوليو – سالفاتوري لانا لاعب ومدرب كرة قدم إيطالي.

### أغسطس
- 9 أغسطس – أودري تاتو ممثلة فرنسية.
- 25 أغسطس – لوكا فيجياني لاعب كرة قدم إيطالي.

### سبتمبر
- 5 سبتمبر – جورجيو جاليمبيرتي لاعب كرة مضرب إيطالي.
- 14 سبتمبر – ميركو جيانسانتي متسابق دراجات نارية إيطالي.
- 27 سبتمبر – فرانشيسكو توتي لاعب كرة قدم إيطالي.

### أكتوبر
- 3 أكتوبر – رافاييل فيرارا دراج إيطالي.
- 16 أكتوبر – أليسيو فورلان ملاكم إيطالي.
- 17 أكتوبر – فابري فيبرا
- 20 أكتوبر – فابيو بادزاني لاعب كرة قدم إيطالي.
- 20 أكتوبر – نيكولا ليغروتالي لاعب كرة قدم إيطالي.

### نوفمبر
- 10 نوفمبر – تيزيانا لوداتو ممثلة إيطالية.

### ديسمبر
- 15 ديسمبر – رودولفو رومبالدوني لاعب كرة سلة إيطالي.

## وفيات

### مارس
- 17 مارس – لوتشينو فيسكونتي (مواليد 1906)

### أبريل
- 5 أبريل – روجيرو فيراريو (مواليد 1897) درّاج طريق إيطالي.

### مايو
- 16 مايو – أوتيلو بوشيريني (مواليد 1949) متسابق دراجات نارية إيطالي.

### يونيو
- 29 يونيو – غوالتيرو غالمانيني (مواليد 1909) مهندس معماري إيطالي.

### يوليو
- 21 يوليو – جوسيبي بونيزوني (مواليد 1908) لاعب كرة قدم إيطالي.

### أغسطس
- 3 أغسطس – أوليمبيو بزي (مواليد 1916) درّاج طريق إيطالي.
- 26 أغسطس – أنطونيو كاستيليني (مواليد 1951) ملاكم إيطالي.

### سبتمبر
- 25 سبتمبر – كارلو ماتريل (مواليد 1937) لاعب كرة قدم إيطالي.

### أكتوبر
- 15 أكتوبر – كارلو غامبينو (مواليد 1902) مجرم إيطالي.

### نوفمبر
- 3 نوفمبر – جيوزيبي كافانا (مواليد 1905) لاعب كرة قدم إيطالي.
- 8 نوفمبر – جورجو فيريني (مواليد 1939) لاعب كرة قدم إيطالي.